# Список прапорів Непалу
Список прапорів, які використовуються та використовуються в Непалі.

## Прапори, які використовувалися в період об'єднавчої кампанії

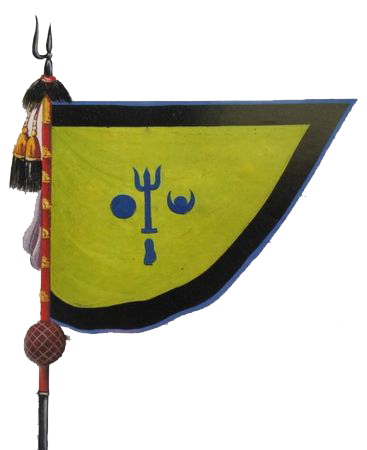
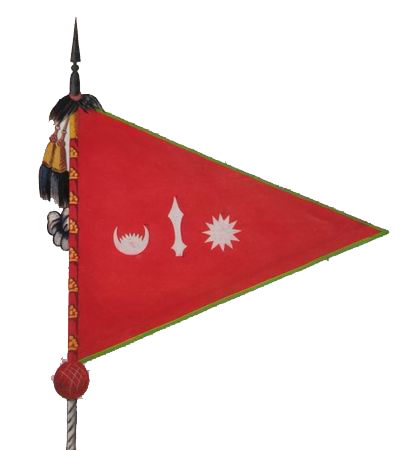
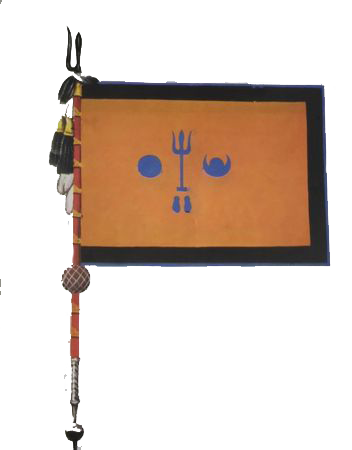
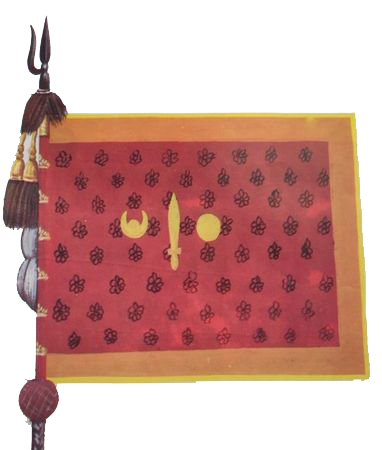
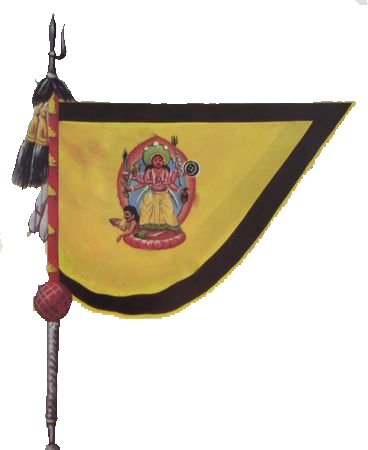

## Національні прапори
| Прапор | Дата         | використання               | опис                                                                                    | посилання |
| ------ | ------------ | -------------------------- | --------------------------------------------------------------------------------------- | --------- |
|        | 19 століття  | Колишній прапор Непалу     | Подвійний вимпел із сонцем і півмісяцем.                                                | [ 1 ]     |
|        | 1856— 1930   | Колишній прапор Непалу     | Подвійний вимпел із редагованими гранями сонця та півмісяця.                            | [ 2 ]     |
|        | 1930—1962    | Колишній прапор Непалу     | Подвійний вимпел із сонцем і півмісяцем.                                                | [ 3 ]     |
|        | 1962—дотепер | Національний прапор Непалу | Подвійний вимпел із зображенням сонця та півмісяця без граней для модернізації прапора. | [ 4 ]     |

## Королівські прапори
| Прапор | Дата      | використання          | опис                                                                           | посилання |
| ------ | --------- | --------------------- | ------------------------------------------------------------------------------ | --------- |
|        | 1928–1969 | Королівський стандарт | Прямокутний прапор із сонцем і півмісяцем.                                     | [ 5 ]     |
|        | 1969–2001 | Королівський стандарт | Прямокутний прапор із сонцем і півмісяцем.                                     | [ 5 ]     |
|        | 2001–2008 | Королівський стандарт | Прямокутний прапор із сонцем і півмісяцем без граней для модернізації прапора. | [ 5 ]     |

## Місто
| Прапор | Дата     | використання    | опис | посилання |
| ------ | -------- | --------------- | ---- | --------- |
|        | невідомо | Прапор Катманду |      | [ 6 ]     |

## Історичні прапори
| Прапор | Дата     | використання                        | опис | посилання   |
| ------ | -------- | ----------------------------------- | ---- | ----------- |
|        | невідомо | Колишній прапор Королівства Мустанг |      | [ 7 ] [ 8 ] |
|        | невідомо | Прапор Королівства Мустанг          |      | [ 7 ] [ 8 ] |